# 알도 구치
알도 구치(이탈리아어: Aldo Gucci, 1905년 5월 26일~1990년 1월 19일)는 이탈리아의 기업인이다. 1953년부터 1986년까지 구찌의 최고 경영자를 역임했다. 그는 1921년에 가족 이름을 따서 구찌를 설립한 구초 구치의 장남이기도 하다.

## 어린 시절과 가족
알도 구치는 1905년 5월 26일 피렌체 인근 산미니아토(San Miniato) 마을에서 13세기부터 이름을 알려 온 토스카나 가문의 일원으로 태어났다.알도는 아이다 칼벨리(Aida Calvelli)와 구초 구치(Guccio Gucci) 사이에서 태어난 다섯 자녀 중 장남이었다. 그에게는 바스코(Vasco), 로돌포(Rodolfo) 및 엔초(Enzo, 9세에 사망) 세 명의 남동생과 여동생 그리말다(Grimalda)가 있었다. 또한 그의 어머니의 이전 관계에서 생긴 이부 형 우고(Ugo)가 있었다.
성장기에 그는 승마와 식물학에 관심을 두게 되었는데, 이에 대한 관심은 그가 나중에 제품 디자인과 정원 가꾸기에 대한 열정에서 드러나게 된다. 16세에 그는 플로렌스의 비아델라비냐누오바(Via della Vigna Nuova)에 있는 아버지의 첫 번째 가게에서 아르바이트를 시작한다. 후에 그는 피렌체의 산 마르코 대학에서 경제학 학위를 취득하게 된다.

## 경력
20살부터 알도는 구찌에서 풀타임으로 일을 시작했다. 그리고 그는 1938년 피렌체를 벗어나 로마에 첫 매장을 열게 된다.
구치는 로베르토 로셀리니의 1954년 영화 "이탈리아 여행"에서 배우 잉그리드 버그만이 구찌 대나무 핸드백을 착용한 것을 계기로 하룻밤 사이에 지위의 상징이 된다. 그 후 구찌의 GG 로고 디자인은 할리우드 유명인사와 유럽 왕실에서 가장 큰 관심거리가 된다.
1952년, 알도는 그의 형제 로돌포 및 바스코와 함께 뉴욕으로 여행을 갔다. 그들은 뉴욕시에 구찌의 최초 해외 매장을 열게 되는데, 이는 그들의 아버지가 사망하기 불과 2주 전이었다. 존 F. 케네디 대통령은 알도를 최초의 이탈리아 패션 대사로 임명했으며 "상품화의 미켈란젤로"로 묘사되는 그의 자선 활동을 인정받아 뉴욕 시립대학교 (CUNY)에서 명예 학위를 받게 된다. 그는 시카고, 팜 비치, 베벌리 힐스에 매장을 오픈한 후 도쿄, 홍콩 및 글로벌 프랜차이즈 네트워크를 통해 전 세계 도시로 사업을 확장한다.
30년이 넘는 기간 동안 그는 구찌를 자체 제혁소, 제조 및 소매 시설을 갖춘 수직적으로 통합된 비즈니스로 발전시키는 등 구찌의 확장에 전념하였다.

## 말년
형제 바스코 구치가 1974년에 사망한 후 로돌포와 알도는 구찌의 지분율을 50:50으로 나누었다.그러나 알도의 아들들은 Rodolfo가 사업 성장에 충분히 기여하지 못했다고 느꼈다. 자신의 수익을 늘리기 위해 알도는 구찌의 향수 자회사를 설립하고 자신과 세 아들이 회사의 지분 80%를 소유하게 된다.이 경쟁은 결국 가족 간의 전쟁으로 이어졌다.
1980년, 알도의 아들 파올로 구치는 구찌 이름을 사용하여 자신의 사업을 시작하려 했지만, 알도는 동의하지 않았고 그의 아들을 고소하며 파올로와 계약한 구찌 공급업체와의 계약을 중지하겠다고 위협까지 했다. 복수하기 위해 파올로는 1984년에 최근 구찌 대주주가 된 사촌 마우리치오 구치의 도움을 받아 알도를 회사에서 해고하게 된다. 또한 파올로는 아버지의 탈세에 대해 미국 국세청에 제보하기도 했다. 1986년 1월, 알도 구치는 뉴욕에서 700만 달러를 탈루한 혐의로 1년 1일의 징역형을 선고받았다. 선고 당시 그의 나이 81세였다. 그는 플로리다주 에글린 공군기지에 있는 연방 교도소에서 시간을 보냈다.
죽기 1년 전인 1989년, 알도는 자신의 구찌 주식을 인베스트코프에 매각했다.같은 해에, 그의 조카 마우라치오 구치는 구찌에 대한 지배권을 놓고 거의 6년에 걸친 법적 투쟁 끝에 구찌 그룹의 회장이 된다. 하지만 마우라치오는 사업에 대한 배경지식이 없었기에 1993년까지 구치는 심각한 경제적, 창조적 곤경에 빠지게 된다. 그해 Maurizio Gucci는 사임하고 남은 지분을 Investcorp에 매각하며 회사와 Gucci 가문의 관계는 끝나게 된다.

## 개인의 삶과 죽음
알도는 1927년 올웬 프라이스와 결혼하여 세 아들 조르지오, 파올로, 로베르토를 낳았다. 그는 브루나 팔롬보와 혼외정사를 가졌으며 그녀는 1963년 딸 파트리시아를 낳게 된다. 알도는 이탈리아에서 올웬과 이혼하지 않았음에도 불구하고 미국에서 1981년 브루나와 결혼하게 된다. 그는 뉴욕시, 팜 비치, 로마, 피렌체, 베벌리 힐스, 런던, 파리에 집을 소유했었다. 알도 구치는 1990년 1월에 전립선암으로 로마에서 사망하였고, 그는 피렌체의 가족 묘지에 묻히게 되었다.

## 대중문화에서의 알도 구치
영화 하우스 오브 구찌 (2021)에서 미국 배우 알 파치노가 알도 구치를 연기했다.